# What Women Want
What Women Want és una pel·lícula estatunidenca del 2000 dirigida per Nancy Meyers, protagonitzada per Mel Gibson i Helen Hunt.

## Argument
Nick Marshall és un home d'èxit en el món de la publicitat que creu tenir el món als seus peus, tot i que en realitat és un perfecte masclista i egocèntric. Però un bon dia, en una espècie d'arravatament o simple curiositat, comença a provar els productes femenins d'una nova campanya publicitària. El resultat és que acaba electrocutat a la banyera per culpa d'un assecador, però en sobreviu. Tanmateix, els miracles no acaben aquí, ja que descobreix que a partir d'ara comença a escoltar els secrets i pensaments de les dones que l'envolten.
És una comèdia romàntica amb reflexions sobre el desconegut i singular món de les dones.

## Repartiment
- Mel Gibson: Nick Marshall
- Helen Hunt: Darcy McGuire
- Marisa Tomei: Lola
- Alan Alda: Dan Wanamaker
- Ashley Johnson: Alexandra 'Alex' Marshall
- Mark Feuerstein: Morgan Farwell
- Lauren Holly: Gigi
- Delta Burke: Eve
- Valerie Perrine: Margo
- Judy Greer: Erin
- Sarah Paulson: Annie
- Ana Gasteyer: Sue Cranston
- Lisa Edelstein: Dina
- Loretta Devine: Flo the Doorwoman
- Diana Maria Riva: Stella
- Bette Midler: Dra. J.M. Perkins
- Eric Balfour: Cameron
- Logan Lerman: Nick Marshall, de nen

## Premis
- Alan Silvestri va obtenir un ASCAP AWARD al festival ASCAP Film and Television Music Awards.
- Helen Hunt, Blocbuster Entertainment Award.

## Crítica
- "Encara que la pel·lícula és imperfecta, no és avorrida i a estones és molt divertida, com en el ball sol de Nick al seu apartament (...) Puntuació: ★★★ (sobre 4)."[2]
- "Comença amb una gran idea, però el potencial de la pel·lícula cau més ràpid que les accions tecnològiques en el Nasdaq."[3]
- "Una comèdia convencional, vagament entretinguda, i amb una premissa que resulta ser finalment més incòmoda que simpàtica."[4]